# Veľké Úľany
Veľké Úľany es un municipio del distrito de Galanta en la región de Trnava, Eslovaquia, con una población estimada a final del año 2024 de 5011 habitantes.
Se encuentra ubicado en el centro-sur de la región, en la depresión danubiana y cerca del río Váh (cuenca hidrográfica del Danubio) y de la región de Bratislava.

## Demografía
| Año        | 1994 | 2004    | 2014    | 2024     |
| ---------- | ---- | ------- | ------- | -------- |
| Población  | 4215 | 4269    | 4441    | 5011     |
| Diferencia |      | +1,28 % | +4,02 % | +12,83 % |

| Año        | 2023 | 2024    |
| ---------- | ---- | ------- |
| Población  | 4989 | 5011    |
| Diferencia |      | +0,44 % |